# Resolutie 244 Veiligheidsraad Verenigde Naties
Resolutie 244 van de Veiligheidsraad van de Verenigde Naties was de laatste resolutie die door de leden van de
VN-Veiligheidsraad unaniem werd aangenomen in 1967. Dat gebeurde op de 1386ste vergadering van de Raad op 22 december.

## Achtergrond
In 1964 hadden de VN de UNFICYP-vredesmacht op Cyprus gestationeerd na het geweld tussen de twee bevolkingsgroepen op het eiland. Deze was tien jaar later nog steeds aanwezig toen er opnieuw geweld uitbrak nadat Griekenland een staatsgreep probeerde te plegen en Turkije het noorden van het eiland bezette.

## Inhoud
De Veiligheidsraad bemerkte de oproep van de secretaris-generaal op aan de regeringen van Griekenland, Turkije en Cyprus. De Veiligheidsraad merkte ook de antwoorden van de drie regeringen op.
De Veiligheidsraad merkte op dat de secretaris-generaal in zijn rapport een vredesmacht nog steeds noodzakelijk vond. Ook merkte de Veiligheidsraad op dat de regering van Cyprus de VN-vredesmacht noodzakelijk vond.
De Veiligheidsraad bevestigde resolutie 186 en de hierin uitgedrukte consensus. De aanwezigheid van VN-vredestroepen in Cyprus werd verlengd met drie maanden, en eindigde nu op 26 maart 1968.
De regeringen werden opgeroepen om in te stemmen met de voorstellen van de secretaris-generaal en de secretaris-generaal werd gevraagd verslag uit te brengen.
Alle betrokken partijen werden opgeroepen om terughoudend te handelen, om verergering van de situatie te voorkomen.
De partijen werden dringend verzocht om actief mee te werken en zich in te zetten.
De Veiligheidsraad besloot het vraagstuk open te houden en opnieuw te vergaderen zodra de omstandigheden dit nodig zouden maken.

## Verwante resoluties
- Resolutie 231 Veiligheidsraad Verenigde Naties
- Resolutie 238 Veiligheidsraad Verenigde Naties
- Resolutie 247 Veiligheidsraad Verenigde Naties
- Resolutie 254 Veiligheidsraad Verenigde Naties

Lijst ·  233 ·  234 ·  235 ·  236 ·  237 ·  238 ·  239 ·  240 ·  241 ·  242 ·  243 ·  244